# Смит, Сэмюэль Харрисон
Сэмюэль Харрисон Смит (англ. Samuel Harrison Smith) (13 марта 1808 года? Танбридж, Вермонт — 30 июля 1844 года) — младший брат Джозефа Смита, один из лидеров движения мормонов на начальном этапе. Входит в число восьми свидетелей, подтвердивших, что видели золотые листы Книги Мормона.

## Биография
Первоначально работал на семейной ферме. После того, как его брат объявил себя пророком, стал адептом нового учения и был в числе шести первых членов нового движения и одним из первых старейшин мормонов. Занимался миссионерской деятельностью в штате Нью-Йорк. Там он дал копию книги Джону Грину, который познакомил с текстом своего шурина Бригама Янга. Позже Сэмюэль Смит проповедовал в других восточных штатах США.
В 1838 году вместе с другими мормонами Смит переехал в Фар-Уэст (штат Миссури), а затем в Наву (штат Иллинойс). Принимал участие в вооружённых столкновениях мормонов с местными жителям.
После убийства толпой Джозефа и Хайрама Смитов отправился в тюрьму за телами братьев. Рассматривался как потенциальный преемник Джозефа на посту президента церкви, однако через месяц заболел и умер. Единственный оставшийся в живых брат Джозефа Уильям считал, что Сэмюэль был отравлен Бригамом Янгом, однако не смог предоставить доказательств этого.